# Veerle Malschaert
Veerle Malschaert (Dendermonde, 5 juni 1975) is een Vlaams actrice en comédienne. Ze groeide op in de Dendermondse wijk Het Keur waar haar ouders een supermarkt uitbaatten.
Van 1993 tot 1997 volgde zij een toneelopleiding aan het conservatorium van Gent waar ze het diploma behaalde van 'Meester in de dramatische kunst'. In het theater speelde ze als freelance-actrice bij onder meer het Antwerpse HETPALEIS, Ontroerend Goed, het Mechelse Abattoir Fermé en in het NTGent. Ze richtte mee de cabaretgezelschappen 'De Wentelteefjes' en ‘Hertenkamp' op.
Op televisie speelde ze Carla in de populaire reeks Flikken, en verder nog enkele gastrollen. Ze nam in 2006 deel aan de Comedy Casino Cup van Canvas en werd gekozen als een van de vijf halvefinalisten. 
Sindsdien toert ze in Vlaanderen als comédienne met haar eigen one womanshows.
In 2008 gaat haar eerste solo comedyshow, 'Supermarkt Malschaert' in première. 
In 2011 gaat haar tweede comedy show, 'Soldier of Love' in première.
In 2013 werd 'Supermarkt Malschaert' uitgezonden op Canvas, in 2014 'Soldier of Love'.
In 2014 ging haar derde onewomanshow 'Ecodiva' in première. In 2015 maakte ze samen met Tania Poppe 'Helpende Handen' en speelde ze mee aan de film van Nic Balthazar, Everybody Happy, uitgebracht in 2016.
In 2016 ging ze in première met BoegBeeld, haar 4e en deze keer tragikomische onewomanshow.

## Persoonlijk
Veerle Walschaert had een langdurige relatie met Jeroen Leenders. Samen kregen zij een zoon in 2010 en een dochter in 2013.